# Diabète de type 1
Cet article traite du diabète de type 1, une forme de diabète sucré. Il existe d'autres types de diabètes : voir la page d'homonymie Diabète (homonymie).
 Mise en garde médicale
Le diabète de type 1, diabète insulinodépendant (ou insulino-dépendant) (DID), diabète inné (anciennement appelé diabète sucré), ou encore DT1 (terme de plus en plus employé dans le milieu médical), est une maladie auto-immune irréversible. Il apparaît le plus souvent de manière brutale chez l'enfant ou chez le jeune adulte (ou beaucoup plus rarement chez les personnes plus âgées) mais peut parfois aussi être présent depuis la naissance et ne se révéler qu'à l'adolescence.
Il se manifeste par une émission d'urine excessive (polyurie), une soif intense (polydipsie) et un appétit anormalement augmenté (polyphagie). Il a aussi pour conséquence un amaigrissement malgré une prise de nourriture abondante, une hyperglycémie (c'est-à-dire un excès de glucose dans le sang) supérieure à 1,26 g/l (7 mmol/l) de glucose dans le sang à jeun, ou supérieure à 2 g/l (11 mmol/l) à n’importe quel moment de la journée, ainsi que parfois la présence d'acétone dans les urines ou le sang, accompagnée d'une haleine « de pomme reinette » caractéristique.
Les diabétiques de type 1 doivent contrôler leur glycémie plusieurs fois par jour, s'injecter de l'insuline plusieurs fois par jour, manger de manière équilibrée et, comme tout un chacun, pratiquer une activité physique régulière, afin de préserver au mieux leur équilibre glycémique.

## Causes
Les causes ne sont pas clairement établies. Des formes familiales existent, ce qui est en faveur d'un facteur génétique. Le rôle d'une infection à entérovirus est évoqué, avec[C'est-à-dire ?]  un risque augmenté de 50 %.
Des recherches en cours semblent indiquer qu'un taux de nitrates élevé dans l'eau potable puisse être un facteur de risque chez l'enfant,, même quand ce taux ne dépasse pas le seuil d'alerte de 50 mg/l retenu par la commission européenne et l'OMS pour les adultes,. Ce risque supposé disparaîtrait sous le seuil de 25 mg/l selon une étude néerlandaise publiée en 2000 ou plutôt sous le seuil de 10 mg/l selon les conclusions de Muntoni & coll. (2006).
Les données épidémiologiques suggèrent un lien avec la consommation de lait de vache par les enfants (ou bien le lait maternel a un effet protecteur). Le mécanisme serait la création d'anticorps dirigés contre des peptides dérivés du lait de vache, celui-ci étant incomplètement digéré par certains enfants. Ces anticorps pourraient aussi attaquer les cellules-bêta du pancréas, responsables de la production d'insuline. Un lien entre les infections à entérovirus et la consommation de lait de vache existerait également, promouvant l'auto-immunité. En revanche, l'allaitement maternel semble protéger contre les infections à entérovirus associées au diabète de type 1.
Il a été observé qu'une carence en vitamine D chez l'enfant depuis l'âge d'un an augmente de 80 % le risque de diabète de type 1 .
Le diabète de type 1 peut aussi se rencontrer de façon occasionnelle dans des maladies génétiques rares tel que la polyendocrinopathie auto-immune de type 1.
De façon observationnelle, un choc physique (vaccin antivariolique, ARNm , accident) ou émotionnel (décès d'un parent, divorce) semble pouvoir provoquer l'apparition d'un diabète de type 1.[réf. nécessaire]

## Physiopathologie
Le diabète de type 1 est une maladie auto-immune dans 90 % des cas (10 % idiopathiques) aboutissant à une destruction quasiment-totale des cellules bêta des îlots de Langerhans. Ainsi 90 % des enfants diabétiques n'ont pas d'antécédents familiaux. Ces cellules sont chargées du contrôle de la glycémie (taux de glucose dans le sang) par la production d'insuline en fonction de la glycémie : ainsi, en cas d'hyperglycémie, l'insuline est produite en plus forte quantité. L'insuline est une hormone hypoglycémiante qui permet l'utilisation du glucose, en coordination avec le glucagon (hormone hyperglycémiante), lui aussi sécrété par les îlots de Langerhans du pancréas (cellules alpha), et dont l'action s'oppose à celle de l'insuline.
L'insuline est fortement sécrétée après les repas ; les fortes concentrations favorisent le stockage du glucose dans le foie, les muscles et le tissu adipeux. La concentration d'insuline baisse à distance des repas, permettant la libération de ces stocks, principalement le glycogène formé dans le foie après le repas à partir du glucose des aliments. Si le jeûne se prolonge plus de 12 heures, la concentration d'insuline baisse encore, permettant la production de glucose à partir d'autres substrats : glycérol du tissu adipeux, lactate et protéines des muscles. En même temps, lorsque le jeûne se prolonge, le fonctionnement de l'organisme, du cerveau en particulier, est orienté vers l'utilisation d'autres substrats énergétiques : acides gras et corps cétoniques. La destruction des cellules qui sécrètent l'insuline, situées dans le pancréas, a donc pour conséquence une absence d'insuline dans le sang et un taux de glucose élevé.
L'absence complète d'insuline déclenche à la fois une production massive de glucose par le foie et une production massive de corps cétoniques qui, non utilisés, s'accumulent dans le sang : c'est l'acidocétose.
Le diabète de type 1 suit une évolution en deux phases, la maladie étant dans un premier temps asymptomatique. Les symptômes ne se manifestent que plusieurs mois voire plusieurs années après le début de la maladie : l'hyperglycémie n’apparaît que lorsque plus de 80 % des cellules bêta des îlots de Langerhans sont détruites.

## Épidémiologie
Dans les pays développés, la prévalence est variable : environ 0,25 pour 100 en France, soit 180 000 personnes environ, atteintes de diabète insulino-dépendant (DID).
L'incidence dépend du pays et varie entre un cas pour un million en Chine et au Venezuela, 10 cas pour 100 000 personnes en France et jusqu'à 40 cas pour 100 000 personnes en Finlande. Cette incidence tend à croître dans presque tous les pays.

## Diagnostic du diabète insulino-dépendant
Les critères diagnostiques actuels (établis par l'OMS depuis 1997) du diabète sont :
- glycémie à jeun ≥ 126 mg/dl (6,9 mmol/l), (si la glycémie se trouve comprise entre 100 et 126 mg/dl (5,5 et 6,9 mmol/l), il faut faire un test de tolérance orale au glucose (TTOG)) ;
- glycémie postprandiale ≥ 200 mg/dl (11 mmol/l) deux heures après surcharge orale de glucose (SOG) performée avec 75 g de sucre.

Il faut avoir ces résultats à deux reprises pour poser le diagnostic. Cependant, au moment du diagnostic de diabète de type 1, la glycémie est très souvent déjà beaucoup plus élevée et nécessite dans la plupart des cas une hospitalisation. La présence d'anticorps anti-îlots permet de confirmer ce diagnostic, ainsi que la mesure de l'HbA1c (ou hémoglobine glyquée), qui doit être inférieure à 6 % chez une personne saine.

### Circonstances d'apparition
Le début est rapide, voire brutal dans 80 % des cas. L'évolution de la maladie est accélérée par les infections, stress et autres chocs, ce qui fait que le diagnostic se fait souvent lors de consultations pour autre chose. Cependant, cela ne veut dire en aucun cas que l'infection présente est la cause du diabète.

### Signes cliniques

#### Les signes fonctionnels et généraux
Ils sont stéréotypés. Il existe une polydipsie (une soif intense) importante, une polyurie (émission d'urine excessive) parallèle, c'est-à-dire un diabète proprement dit. La polyphagie (un appétit anormalement augmenté) est moins constante mais elle contraste avec un amaigrissement rapide de plusieurs kilos. Cette perte de poids est aussi bien adipeuse que musculaire, ce qui explique l'asthénie (grande faiblesse physique) des diabétiques.
De plus, les infections sont favorisées par l'hyperglycémie, les diabétiques seront donc souvent plus sensibles aux infections urinaires et aux mycoses, par exemple. Des maux de tête et d'estomac ainsi que des nausées peuvent également être présents.

#### Les signes physiques
Le contraste entre l'intensité des signes généraux et fonctionnels et la pauvreté des signes physiques est évocateur du diagnostic de maladie métabolique donc du DID.

### Signes biologiques

#### Auto-anticorps
Dans près de 96 % des cas de diabète de type 1 chez l'enfant on observe la présence d'auto-anticorps : anti-îlot (ICA), anti-insuline (IAA), anti-décarboxylase de l'acide glutamique (GAD) et anti-tyrosine phosphatase membranaire (IA2). Ce qui confirme que la plupart des cas de diabète de type 1 de l'enfant et de l'adolescent sont de nature auto-immune. Dès lors qu'au moins un des quatre auto-anticorps du diabète est retrouvé ce diabète est alors classé en type 1A. Si l’origine est inconnue, ils sont dits idiopathiques et sont classés 1B.

#### L'hémoglobine glyquée
Il s'agit du dosage de fraction de l'hémoglobine (HbA1C) qui piège le glucose de façon proportionnelle à la glycémie. L'hémoglobine reflète la glycémie moyenne sur une période d'environ 2 à 3 mois. Le taux normal est inférieur à 6 % de la totalité des Hb. Chez un diabétique non équilibré, ce taux peut être supérieur à 10 %. Un diabétique de type 1 est considéré comme équilibré pour une HbA1C proche de 7,5 %. On recommande également de ne pas avoir une HbA1c trop basse chez un diabétique (en dessous de 7 %), car elle refléterait probablement la présence d'hypoglycémies trop fréquentes.

#### L'hyperglycémie
L'hyperglycémie est l'excès de glucose dans le sang. Elle est comprise entre 1,8 et 5 g/l (11 et 33 mmol/l) voire au-delà.
Ces deux éléments seront retrouvés dans le bilan biologique demandé au laboratoire pour évaluer la gravité immédiate.

#### La glycosurie
La glycosurie est la mesure de la quantité de glucose dans les urines. Chez une personne saine, elle est nulle (à l'exception des femmes enceintes, chez lesquelles le seuil rénal du glucose baisse). Elle est importante si supérieure à 1,5 g/l. La glycosurie survient à partir de 1,8 g/l de glucose dans le sang.

#### Les corps cétoniques
La présence de corps cétoniques peut être observée dans les urines. Ce signe n'est cependant pas exclusif au DID puisqu'il peut se manifester chez des personnes non diabétiques lors d'un jeûne prolongé ou encore à la suite d'une diète hyper protéinée.

## Pronostic général et évolution
Les diabétiques ne meurent plus de leur diabète depuis la découverte de l'insuline en 1922. En respectant leur traitement (voir paragraphe 'Traitement'), ils peuvent mener une vie pratiquement normale.
Ils doivent cependant maintenir un bon équilibre, afin d'éviter le plus possible les complications dues à l'hyperglycémie (rétinopathie, néphropathie, athérosclérose, neuropathie…).

### Les accidents aigus

#### L'acidocétose
L'acidocétose, signe de décompensation diabétique, résulte du manque d'insuline (besoins augmentés pour diverses raisons sans augmentation suffisante des doses, maladie, etc.). Sans insuline, le glucose ne peut pénétrer dans les cellules, et d'autres sources d'énergie vont être utilisées. L'utilisation des acides gras et acides aminés comme source d'énergie produit des corps cétoniques, qui sont vite toxiques pour l'organisme et abaissent le pH sanguin. La présence de corps cétoniques peut être vérifiée par le diabétique à l'aide de bandelettes urinaires (ou sanguines avec certains lecteurs de glycémie), afin de pouvoir y remédier avant l'acidocétose, par un apport d'insuline et de sucre.
L'acidocétose diabétique ne doit pas être confondue avec l'acidocétose alcoolique qui, elle, ne nécessite pas d'insulinothérapie lorsqu'il existe une hyperglycémie associé (11 % des cas selon une étude[Laquelle ?]). En effet, il y a risque de survenue d'une hypoglycémie sévère. Le traitement de l'acidocétose alcoolique repose principalement sur une réhydratation avec administration de glucose et de thiamine.

#### L'hypoglycémie
Elle survient le plus souvent en cas d'inadéquation entre les doses d'insuline et les besoins (efforts physiques ou intellectuels, alimentation, alcool provoquant des hypoglycémies parfois sévères), inadéquation engendrant un taux de glucose sanguin trop bas. Il peut aussi arriver que l'état moral du diabétique influe sur sa glycémie, pouvant pousser le seuil vers le bas. Ce phénomène est connu mais encore difficile à qualifier de façon précise. Le seuil d'hypoglycémie généralement admis est de 0,6 g·l-1 (3,3 mmol·l-1), cependant, les symptômes sont très variés (souvent des sueurs froides, des troubles de la vue, de la parole ou de l'équilibre) et peuvent survenir à des taux très différents suivant les personnes, l'équilibre glycémique général, et beaucoup d'autres facteurs. Pour y remédier, il faut rapidement ingérer des glucides, de préférence à Index glycémique élevé (sucre, confiture…), puis, si l'hypoglycémie survient pendant la période d'action de l'insuline dite rapide, il est nécessaire d'ingérer des glucides à index glycémique plus faible (pain, fruit…) pour éviter la réapparition de l'hypoglycémie. Un diabétique doit toujours avoir sur lui de quoi se resucrer en cas d'hypoglycémie.
Dans certains cas, l'hypoglycémie est dite sévère : la glycémie chute très bas, ce qui provoque une perte de connaissance suivie dans certains cas de convulsion. Dans ces cas-là, la personne a besoin d'aide extérieure : il faut lui administrer soit du glucose par intraveineuse, soit du glucagon (hormone ayant les propriétés contraires de l'insuline).

#### Le coma hyperosmolaire
Le coma hyperosmolaire est provoqué, le plus souvent, par une déshydratation aiguë.

### Les accidents chroniques
Les accidents sont d'autant plus fréquents et sévères que :
- le diabète est plus ancien ;
- le contrôle glycémique est mauvais ;
- la génétique du patient est défavorable ;
- les facteurs de risques sont importants (tabagisme, alcoolisme) ;
- il existe déjà des complications micro ou macroangiopathiques ;
- le malade ne comprend pas et/ou accepte mal son traitement.

## Traitement
Il n'existe actuellement aucun traitement pour guérir le diabète de type 1, bien qu'une étude récente ait suggéré un possible impact du microbiome intestinal sur le risque de survenue du diabète de type 1 ainsi qu'une possible action favorable liée à la modulation de la réponse immunitaire pancréatique par la présence de certaines bactéries bénéfiques dans l’intestin,.
Les thérapies actuellement existantes permettent au patient diabétique de mener une vie normale et de réduire fortement les effets néfastes de la maladie.
Le traitement du diabète de type 1 associe régime et prise d'insuline. C'est le patient diabétique qui ajuste à chaque repas sa dose d'insuline ; son implication et sa connaissance du traitement sont donc importantes.
Cependant un régime alimentaire sain, une activité physique régulière, des médicaments, une prise de glycémie régulière et le traitement des complications permettent de traiter le diabète et d’éviter ou de retarder les conséquences qu’il peut avoir.

### Mesures générales

#### Alimentation équilibrée
Le diabétique peut s’alimenter normalement. Le traitement du diabète reposant sur une optimisation permanente de la glycémie, le diabétique doit calculer l'apport en glucides afin d'adapter la dose d'insuline rapide en conséquence.
Dans le cadre de son alimentation, le diabétique peut privilégier les aliments qui ont des indices glycémiques faibles : légumes, fruits non pressés et préparation à base de céréales complètes.
Les légumes verts sont aussi recommandés, faisant peu monter la glycémie et apportant des nutriments essentiels à l'organisme.

#### Activité physique
Les médecins recommandent généralement la pratique d'une activité physique chez le diabétique de type 1, au même titre que chez le non-diabétique, car cela augmente la qualité de vie et diminue les risques associées aux complications d'un diabète insulino-dépendant (DID) mal contrôlé,. Certains sportifs, comme Sébastien Sasseville profitent d'épreuves pour sensibiliser à cette maladie.
De plus, l'activité physique rend le corps plus sensible à l'action de l'insuline ce qui se traduit par une baisse des doses d'insuline injectée. De plus, les muscles consommant du glucose pendant et après l'activité physique, cela favorise la baisse de la glycémie.

#### Auto-surveillance quotidienne
Le diabétique doit surveiller sa glycémie tout au long de la journée et la nuit également. Cette auto-surveillance est vitale car elle permet au diabétique de contrôler plus facilement son diabète, d'optimiser ses doses d'insuline et de limiter les risques associés à sa maladie. Le diabétique peut utiliser un appareil de mesure de la glycémie appelé glucomètre. Il existe également des capteurs de glycémie, avec une électrode dans le bras, permettant de surveiller la glycémie en continu. Les systèmes les plus utilisés sont actuellement le CGM (continuous glucose monitoring) ou le FGM (flash glucose monitoring). Le CGM requiert une connexion bluetooth et communique les glycémies en continu au récepteur (application sur un smartphone par exemple). Le FGM conserve les données et les transmet au diabétique seulement s'il les scanne. Les deux systèmes ont le grand avantage d'indiquer au diabétique ou à ses proches (s'ils sont autorisés à lire les données) si la glycémie monte ou baisse, ce qui aide grandement à décider s'il faut par exemple injecter de l'insuline ou se resucrer.

### Insulinothérapie
L'insuline ne peut pas être prise par voie orale car elle est détruite par la digestion. Il faut donc l'injecter. Le traitement est à prendre à vie sans interruption, d'autres traitements sont à l'étude. Mais actuellement l'insuline est le seul traitement efficace.
Le médecin qui suit le patient joue un rôle de conseiller, il faut être apte à se traiter en autonomie pour limiter les contraintes. Pour adapter au mieux l'insuline il faut surveiller la glycémie quotidiennement. Cette surveillance induit l'augmentation ou la diminution des doses d'insuline, c'est pourquoi il est important de prendre en note les glycémies sur un carnet pour avoir une vue d'ensemble de la surveillance et pouvoir équilibrer son diabète. Aujourd'hui les lecteurs de glycémie modernes gardent en mémoire 3 mois de données ce qui permet aux patients de garder une trace de l'évolution de leur glycémie. 

#### Pompe à insuline

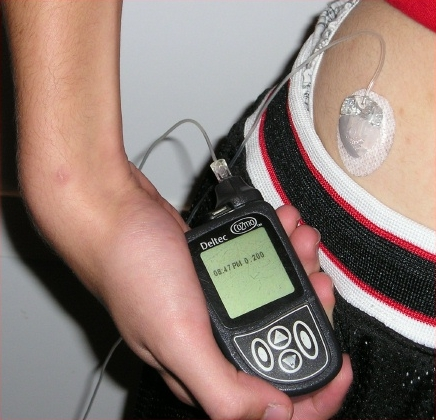
Une pompe à insuline reliée à un cathéter sous-cutané

La pompe à insuline permet un traitement de type « basal/bolus ». Il s'agit d'un petit appareil de la taille d'un téléphone portable, qu'il faut porter sur soi en continu. Il est relié à un cathéter sous-cutané, qui doit être changé régulièrement par le diabétique, et injecte de l'insuline rapide ou ultrarapide en continu, correspondant à l'insuline lente du schéma classique. L'avantage de ce système est qu'il permet de régler le débit d'insuline heure par heure, ce qui est avantageux lorsque les besoins diffèrent suivant le moment de la journée, et permet de réduire le nombre d'hypoglycémies sévères, notamment pendant la nuit. Ce « débit de base » est complété, comme dans le cas précédent, par des suppléments d'insuline au moment des repas ou en cas d'hyperglycémie, qui sont également administrés par la pompe. Cependant, la pompe à insuline est entièrement contrôlée par le diabétique : l'appareil ne peut déterminer seul quelle quantité d'insuline injecter. Comme dans les traitements par injections, le diabétique doit donc savoir de quelle quantité d'insuline il a besoin à quel moment, et en quelles circonstances. Ce traitement est adapté à tout le monde. Il est souvent conseillé aux femmes enceintes, en raison de la flexibilité qu'il apporte et qui est adapté aux rapides variations des besoins dus aux changements hormonaux pendant la grossesse. Il est également conseillé aux enfants, en raison de cette même flexibilité : il facilite la gestion du diabète en cas de maladie et évite à l'enfant de devoir manger les mêmes quantités tous les jours à la même heure.

#### NPH et insulines mélangées
L'insuline de type NPH est une insuline lente, qui présente un pic d'action environ 5-6 h après l'injection. Le schéma allant avec ce type d'insuline est généralement deux injections d'insuline lente, matin et soir, et des injections d'insuline rapide matin et soir également. Le repas de midi ne nécessite souvent pas d'insuline rapide, car il est couvert par le pic d'action de l'insuline lente. Les désavantages de ce schéma sont les suivants : nécessité de manger à heures fixes et impossibilité de sauter un repas (risques d'hypoglycémies), réveil à heure fixe pour l'injection du matin, risques d'hypoglycémies pendant la nuit au moment du pic d'action de l'insuline lente. Les insulines mélangées, mélange d'insuline lente et rapide, sont pratiques car elles permettent de faire deux injections en une. Cependant, elles offrent une moins grande liberté, étant donné qu'il est impossible de changer la dose d'insuline rapide sans changer la dose d'insuline lente.

#### Stylo injectable à insuline: schéma «basal/bolus»

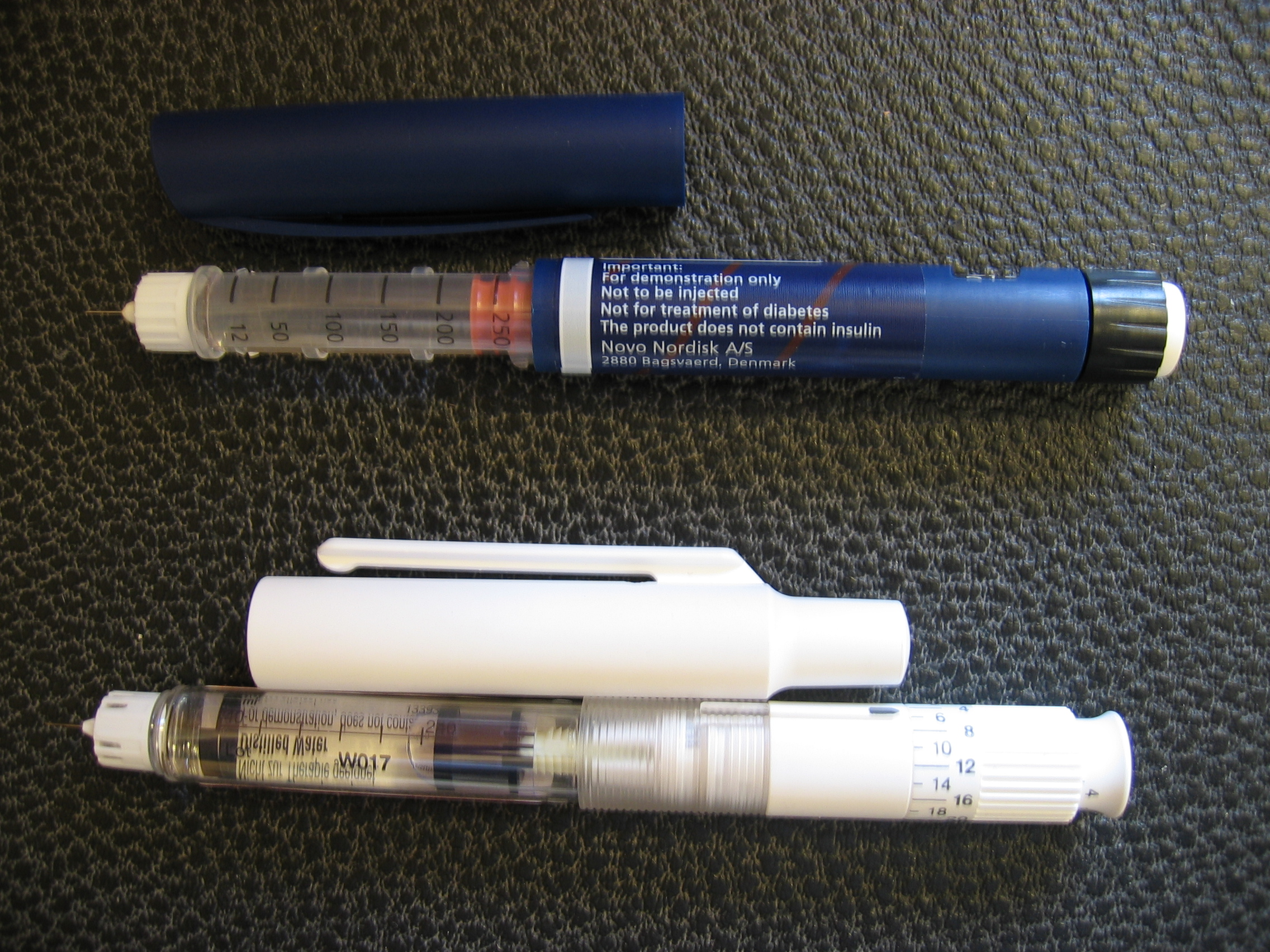
Deux stylos à insuline modernes munis de leurs aiguilles et armés

Le schéma dit « basal/bolus » est celui laissant le plus de liberté au diabétique concernant l'heure et le contenu de ses repas, ainsi que l'activité physique, la gestion des imprévus, etc. Il consiste en une ou deux injections quotidiennes d'insuline lente ou ultralente à courbe d'action plate (sans pic d'action), ainsi qu'une injection d'insuline rapide ou ultrarapide pour chaque repas ou collation. L'insuline lente, dite « basal », couvre ainsi les besoins de base de l'organisme, en dehors de tout apport alimentaire : le fait de retarder ou sauter un repas ne pose plus de problème. Une seule injection peut suffire (novo), et l'heure d'injection doit être adaptée au cas par cas. Dans d'autres cas (traitement actrapid), l'insuline a une action plus courte, et deux injections quotidiennes sont nécessaires (habituellement matin et soir). L'insuline rapide (bolus) couvre chaque apport alimentaire au cours de la journée, et permet ainsi de varier la quantité de glucides ingérée en variant le nombre d'unités injectées. L'insuline rapide est aussi utilisée pour corriger les hyperglycémies en dehors des apports alimentaires. Ce traitement ne peut cependant pas être prescrit à tout le monde : les insulines à action plate sont récentes, et on n'en connaît pas encore toutes les conséquences. C'est pourquoi elles ne sont généralement pas conseillées pour les femmes enceintes et les enfants en bas âge.

### Remboursement
En France, le diabète de type 1 fait partie de la liste des maladies maladie de longue de durée ou Affection de Longue Durée (ALD), c'est-à-dire que le traitement de cette dernière est prise en charge à 100 % par l'Assurance maladie.

## Recherche
De nombreuses thérapies sont en cours d'étude, certaines visant à la guérison du diabète de type 1.

### Traitement adjuvant
Plusieurs études ont montré l’effet bénéfique de l’absorption de lait de chamelle frais chez des rats à diabète induit dont, notamment, une diminution de la glycémie,,,. D’autres études effectuées sur des humains paraissent concomitamment ouvrir la voie d’une possible « thérapie adjuvante » (adjunctive therapy,,,). Cependant, diverses contraintes techniques — notamment la nécessité de recourir à un lait cru, non thermisé et hygiéniquement irréprochable — compliquent sensiblement la donne au niveau de la préservation pérenne des principes actifs, ce qui, en l’état, rend pour le moins complexe la perspective d’une consommation salubre à plus large échelle.

### Pancréas artificiel
Le pancréas artificiel est l'un des traitements les plus prometteurs. Il consiste en l'implantation sous la peau d'une électrode miniaturisée qui intègre les valeurs de glycémie et programme en quasi - temps réel une dose d'insuline à injecter, en fonction des algorithmes physiologiques.
En juillet 2010, à San Diego, on annonçait qu'un prototype de lecteur glycémique sous-cutané a réussi à fournir des données durant 500 jours sur les glycémies du porc dans lequel il avait été implanté.
En septembre 2016, la FDA (Food and Drug Administration) a autorisé aux États-Unis la mise sur le marché du premier pancréas artificiel, baptisé MiniMed 670G.

### Greffe du pancréas
La greffe consiste en l'implantation d'un greffon de pancréas d'un donneur sain vers le patient malade. Ce traitement n'est utilisé qu'en cas de dernier recours puisqu'il s'agit d'une intervention chirurgicale lourde et qu'il y a risque de rejet de l'organe. Le patient devra aussi prendre des médicaments anti rejets pour le reste de sa vie.

### Greffes d'îlots de Langerhans
Les îlots de Langerhans sont des groupements de cellules, issues du pancréas et sécrétant un certain nombre d'hormones, dont l'insuline. Ils constituent moins de 2 % de la masse du pancréas. La greffe consiste à implanter des îlots de Langerhans chez le patient DID. Le pancréas du donneur est traité mécaniquement et par enzyme pour isoler les îlots par centrifugation. En pratique, deux à trois pancréas sont nécessaires pour avoir la quantité optimale d'îlots pour un receveur. Après vérification de leur qualité, ils sont injectés dans la veine porte du receveur (ponction sous échographie). Cette technique nécessite la prise de médicaments anti-rejet de façon chronique. Le succès est parfois partiel, avec un besoin persistant d'insuline en injection mais à des doses moindres. Cette dépendance s’accroît avec le temps.
Des chercheurs ont mis au point des capsules d'îlots de Langerhans. La grosseur des capsules limite la transplantation à la cavité péritonéale du patient qui n'est pas l'endroit idéal pour la diffusion de l'insuline. Cette technique diminuerait le besoin de médicaments anti rejets mais demande aussi plusieurs pancréas afin de prélever assez d'îlots. Il existe encore beaucoup d'obstacles à franchir avant que cette technique soit au point et disponible à grande échelle.

### Jeûne et régénération cellulaire
Une étude de 2017 sur souris indique qu'un jeûne court induirait la création de nouvelles cellules bêta productrices d'insuline. Cette étude est contestée cependant.

### Création d'insulines à action plus rapide
Ces dernières années ont vu l'apparition d'insuline à action "ultra rapide". C'est le cas de l'insuline FIASP créée par le laboratoire Novo Nordisk, elle a pour avantage d'être deux fois plus rapide que l'insuline humaine tout en agissant sur une période plus courte ce qui permet de diminuer le pic hyperglycémie après les repas.

## Impact dans l'intégration professionnelle
Pendant longtemps, la complexité du traitement a poussé de nombreuses entreprises privées comme publiques à discriminer les diabétiques de type 1. Certains corps de métiers leur étaient (et le restent parfois encore) interdits, tels que l'armée ou la fonction publique en général. On avait en effet peur que des crises se déclenchent à des moments inopportuns, et la prise du traitement était trop contraignante en temps et matériel. Mais grâce aux nouveaux traitements plus simples et efficaces, comme la pompe à insuline automatique, beaucoup de ces restrictions n'ont plus lieu d'être. C'est pourquoi des militants, tels que Hakaroa Vallée, se sont battus pour la levée de ces interdictions, et pour montrer de manière plus générale que les diabétiques sont tout autant capables d'exploits sportifs ou de faire le métier qu'ils souhaitent.